# اوئانکاولیکا
اوئانکاولیکا (به اسپانیایی: Huancavelica) یک شهر در پرو است که در استان اوئانکاولیکا واقع شده‌است.

## خصوصیات
اوئانکاولیکا ۵۱۴٫۱۰ کیلومترمربع مساحت دارد  ۳٬۶۷۶ متر بالاتر از سطح دریا واقع شده‌است.